# 이소연 (역도 선수)
이소연(1981년 7월 19일 ~ )은 대한민국의 유도 선수이다. 이소연은 2006년 아시안게임에서 은메달을 획득하였고 2001년 세계 유도 선수권대회에서도 동메달을 획득하였다